# Augusto Solari
Augusto Jorge Mateo Solari (Rosario, 3 gennaio 1992) è un calciatore argentino, centrocampista del Rosario Central.

## Biografia
Augusto è cugino degli ex calciatori Esteban e David Solari. Suo zio invece è l'ex giocatore dell'Inter e del Real Madrid (tra le altre) Santiago Solari.

## Caratteristiche tecniche
È un esterno destro che può giocare anche da terzino.

## Carriera
Cresciuto nelle giovanili del River Plate, il 1 luglio 2012 ha segnato la rete decisiva per la vittoria della Copa Libertadores U-20 contro il Defensor Sporting.
Dopo 8 anni nel campionato argentino, il 23 gennaio 2021 firma per il Celta Vigo.

## Palmarès

### Club

#### Competizioni giovanili
- Coppa Libertadores Under-20: 1

River Plate: 2012

#### Competizioni nazionali
- Campionato argentino di seconda divisione: 1

River Plate: 2011-2012
- Campionato argentino: 3

River Plate: 2013-2014 Final, 2013-2014
Racing Club: 2018-2019
- Trofeo de Campeones de la Superliga: 1

Racing Club: 2019

#### Competizioni internazionali
- Coppa Sudamericana: 1

River Plate: 2014
- Recopa Sudamericana: 1

River Plate: 2015
- Copa EuroAmericana: 1

River Plate: 2015
- Coppa Libertadores: 1

River Plate: 2015